# Bunjani
Bunjani is een plaats in de gemeente Križ in de Kroatische provincie Zagreb. De plaats telt 672 inwoners (2001).